# Машков, Владимир Львович
Влади́мир Льво́вич Машко́в (род. 27 ноября 1963, Тула) — советский и российский актёр театра и кино, театральный режиссёр, кинорежиссёр, сценарист, кинопродюсер, общественный деятель; народный артист Российской Федерации (2010). Лауреат премий «Ника» (1998, 2011), «Золотой орёл» (2009, 2011, 2019) и «ТЭФИ. Председатель Союза театральных деятелей Российской Федерации с 4 декабря 2023 года.
Художественный руководитель Московского театра Олега Табакова с 6 апреля 2018 года и театра «Современник»(с августа 2024 г.).
С 2022 года находится под санкциями Европейского союза, Канады, Украины и Швейцарии за поддержку вторжения России на Украину.
С 2024 года Новокузнецкий театр кукол «Сказ» в названии получил дополнение «имени народного артиста Российской Федерации Владимира Машкова».

## Биография
Родился 27 ноября 1963 года в Туле.
15 декабря 2017 года в интервью сайту Газета.ru сам Машков упоминает, что до семи лет он с семьёй жил во Фрунзе на улице XXII Партсъезда. Отец, Лев Петрович Машков (29 марта 1925—1987), был актёром Новокузнецкого кукольного театра, а мать, Наталья Ивановна Никифорова (1927 — май 1986), имела три высших образования (актёрское, режиссёрское и театроведческое), знала несколько иностранных языков, в 1970-е годы работала главным режиссёром этого театра. Бывший артист театра, захотевший занять её место, настроил коллектив против неё и написал письмо с требованием сменить главного режиссёра. Мать уволили, для неё это стало ударом, она немного поработала в театре глухонемых и умерла от сердечного приступа в мае 1986 года. Отец пережил её на несколько месяцев, смерть жены подкосила его здоровье. Родители были похоронены на Редаковском кладбище Новокузнецка. Машков учредил премию для театров кукол «Золотой львёнок» с денежным вознаграждением. Символ премии — львёнок, держащий горящее сердце. Львёнок символизирует имя отца — Лев, а премия носит имя его матери — Натальи Никифоровой. По семейной легенде, бабушка по материнской линии была итальянкой из Швейцарии. Согласно семейному древу Машковых, Надежда Евгеньевна Зеленская действительно жила в Швейцарии вместе со своей матерью — Меланьей Францевной Севрук, представительницей обедневшего дворянского рода Севруков. Там они находились на нелегальном положении, скрываясь от царской охранки как семья бежавшего каторжанина, революционера эсера Евгения Осиповича Зеленского (партийный псевдоним Надеждин). После смерти Евгения Осиповича Надежда приехала в Россию, работала учительницей, здесь вышла замуж за учителя Ивана Георгиевича Никифорова и родила дочь, будущую мать актёра. По отцовской линии предки Машкова — выходцы из сельца Грибово Суходольской волости Алексинского уезда Тульской губернии. Прадед по отцовской линии — Сергей Иванович Машков, государственный крестьянин, прабабушка — Мария Ивановна Боголюбская. Дед — Пётр Сергеевич Машков, железнодорожник, бабушка — Ольга Даниловна Машкова. У Владимира был старший единоутробный брат Виталий Никифоров (1951—2018; умер от инфаркта в Новокузнецке), родившийся в первом браке его матери. В конце 1960-х годов семья Машковых переехала в Новокузнецк, где проживала в пятиэтажке на улице Орджоникидзе, в доме № 42, кв 2.

— Учился Вовка отвратительно! — рассказывает его брат. — Школы менял из-за «неудов» по поведению: то длинные волосы отрастит, то ещё чего.

Собирался стать биологом. В одной из комнат родительской хрущёвки устроил зоопарк: четыре клетки с крысами, белка, хомяк, ворона, черепаха, кролик, две собаки — Анчар и Туська… Но в десятом классе вдруг резко всё ему надоело, увлёкся театром. Тогда впервые стал выходить на сцену Театра кукол в эпизодах. Животных забросил, они оставались некормленные… У него было обычное дворовое детство советского школьника. Компании, гитары, всё такое. На гитаре он здорово играет. — 
Впервые вышел на сцену как актёр кукольного театра в пионерском лагере «Солнечный».
Участвовал в постановках школьного театрального кружка, летом ездил с родителями на гастроли, был монтировщиком сцены, устанавливал декорации, помогал во время спектаклей.
В школе получил специальность сварщика.
В юности актёра за хулиганство забирали в милицию.

В восьмом классе сидел с гитарой с ребятами во дворе, и тут друзья решили поквитаться с одним заносчивым воздыхателем, который зашёл к местной красотке. Машков и трое его друзей по водосточной трубе залезли на балкон второго этажа, где жила девушка, и… увидели завёрнутую в одеяло хозяйку квартиры убитой! Бросились назад, но были задержаны милицией.

— Вовку забрали, и в милицейской машине его спиртом облили, будто он пьяный. Знаете, наверное, как наша милиция умеет работать? — поясняет брат. — Мы за Володю очень переживали! Потом долго его вызволяли из СИЗО… А потом следствие нашло настоящего убийцу.— 

### Карьера
В начале 1980-х годов поступал на отделение биологии факультета естественных наук Новосибирского государственного университета, но, изменив решение, через год поступил в Новосибирское государственное театральное училище.
В 1984 году был исключён из училища за драку. В Москве поступил в Школу-студию МХАТ, в мастерскую Михаила Тарханова. Оттуда его тоже выгнали за излишне буйный нрав, и он устроился декоратором во МХАТ.
Вскоре после этого стал заниматься у Олега Табакова, а позже — играть в театре, которым тот руководил.
Дебют в кино состоялся в 1989 году в фильме Анатолия Матешко «Зелёный огонь козы». В том же году он снялся в фильмах Андрея Малюкова «Делай — раз!» и «Любовь на острове смерти».
В 1990 году окончил Школу-студию МХАТ с красным дипломом (курс Олега Табакова).
Звёздным для Владимира Машкова стал 1994 год, когда он исполнил главные роли в фильмах молодых российских режиссёров: в фильме «Лимита» Дениса Евстигнеева и в фильме «Подмосковные вечера» Валерия Тодоровского. В 1995 году актёр снялся в фильме «Американская дочь» Карена Шахназарова. Неоднократно снимался в эпизодах в голливудских фильмах, обычно в ролях «плохих русских».
Выступил как театральный режиссёр, поставив на сцене Московского театра-студии п/р Олега Табакова спектакли «Звёздный час по местному времени», «Страсти по Бумбарашу» и «Смертельный номер». На сцене МХТ имени А. П. Чехова поставил спектакль «№ 13», а в театре «Сатирикон» — спектакль «Трёхгрошовая опера».
В 1997 году сыграл главную роль в фильме «Вор», впоследствии номинированном на премию «Оскар».
В апреле 2008 года вышла компьютерная игра «Grand Theft Auto IV (GTA IV)». Прототипом протагониста игры послужил образ героя фильма «В тылу врага» — сербского киллера Саши — в исполнении Владимира Машкова. Комментируя слухи о его отказе озвучить Нико Беллика с формулировкой «не мой уровень», Машков сказал:

Нет, таких слов в моём лексиконе, «не мой уровень», не было никогда в жизни. Мне прям сейчас аж стыдно. Дело в том, что это была странная такая, полуаферистическая вещь. Я очень рад, что эта игра собрала за месяц полмиллиарда долларов — речь идёт о GTA IV. То есть это самая продаваемая игра в мире. И они использовали мой образ из картины Джона Мура под названием «В тылу врага». Вот, им понравилось такое. Я очень старался, собирал по кусочкам этот бомжеватый вид. И мне не сказали тогда, что это такое. Может быть, я озвучил бы. Не знаю. Ну, это интересно, часть профессии, но не особенно меня это увлекает. <…> Я даже не знал, что это я, не принял это всерьёз.

В 2011 году на фестивале детских любительских театров кукол Сибирского региона «Кукла в детских руках» в Новокузнецке Машков объявил об учреждении премии «Золотой львёнок» имени его матери Натальи Ивановны Никифоровой.
С 23 апреля 2018 года — художественный руководитель Театра Олега Табакова.
С 21 мая 2018 года — художественный руководитель Московской театральной школы Олега Табакова.
15 февраля 2019 года Владимир Машков объявил об уходе из кино.

Кино — это тоже серьёзная деятельность, нужно тратить много времени. Его у меня просто физически нет. Поэтому «кина не будет», электричество кончилось.

В декабре 2023 года назначен президентом Национальной театральной премии и фестиваля Золотая Маска.
25 января 2024 года Новокузнецкому театру кукол «Сказ» по распоряжению правительства Кемеровской обл. (Кузбасса) был присвоен статус «имени народного артиста Российской Федерации Владимира Машкова».
7 июня 2024 года Владимир Машков стал новым директором театра «Современник».
Осенью 2024 года Владимир Машков снялся в историческом фильме «В списках не значился».

## Политическая карьера, общественная позиция
В сентябре 2011 года был делегатом XII партийного съезда «Единой России» в качестве гостя. В том же году вошёл в список кандидатов в депутаты Государственной думы VI созыва от «Единой России» по Кемеровской области, однако от полученного мандата отказался.
На президентских выборах 2018 года являлся доверенным лицом кандидата в президенты России Владимира Путина. В том же году согласился возглавить штаб общественной поддержки кандидата в губернаторы Кемеровской области от «Единой России» Сергея Цивилёва и стать доверенным лицом Сергея Собянина на выборах мэра Москвы.
В 2018 и 2023 годах был доверенным лицом кандидата в мэры Москвы Сергея Собянина.
В ноябре 2018 года, в соответствии с Указом президента России, был включён в новый состав Совета при президенте по культуре и искусству. Принял участие во всероссийской акции по сбору средств на реставрацию памятника Минину и Пожарскому, учрежденной Государственным историческим музеем, которая завершилась в 2022 году.
В 2020 году снялся в агитационном ролике, призывающем голосовать за поправки в Конституцию. Лично входил в комиссию по поправкам. Предложенная им поправка о неотчуждаемости земель России вошла в окончательную редакцию Конституции .
Победитель предварительного голосования партии «Единая Россия» в 2021 году. Однако, при общей победе ЕР в выборах, в Госдуму не вошёл. 4 октября Центризбирком сообщил, что Машкову будет передан вакантный мандат депутата Госдумы от «Единой России» директора Государственного театра наций Марии Ревякиной. Но от предложенного мандата Машков отказался и мандат был передан Евгению Богатырёву, а от него — Юлии Дрожжиной.
В 2022 году поддержал признание самопровозглашённых ДНР и ЛНР.
18 марта 2022 года выступил в «Лужниках» на митинге-концерте в честь годовщины аннексии Крыма под названием «Za мир без нацизма! Zа Россию! Zа Президентa», где прочитал стихотворение Фёдора Тютчева с критикой Запада.
22 марта 2022 года дочь актёра Мария Машкова рассказала, что отец обвинил её в «предательстве» за антивоенную позицию, призвал «быть хорошей россиянкой» и потребовал вернуться из США, чтобы «быть со своим народом».

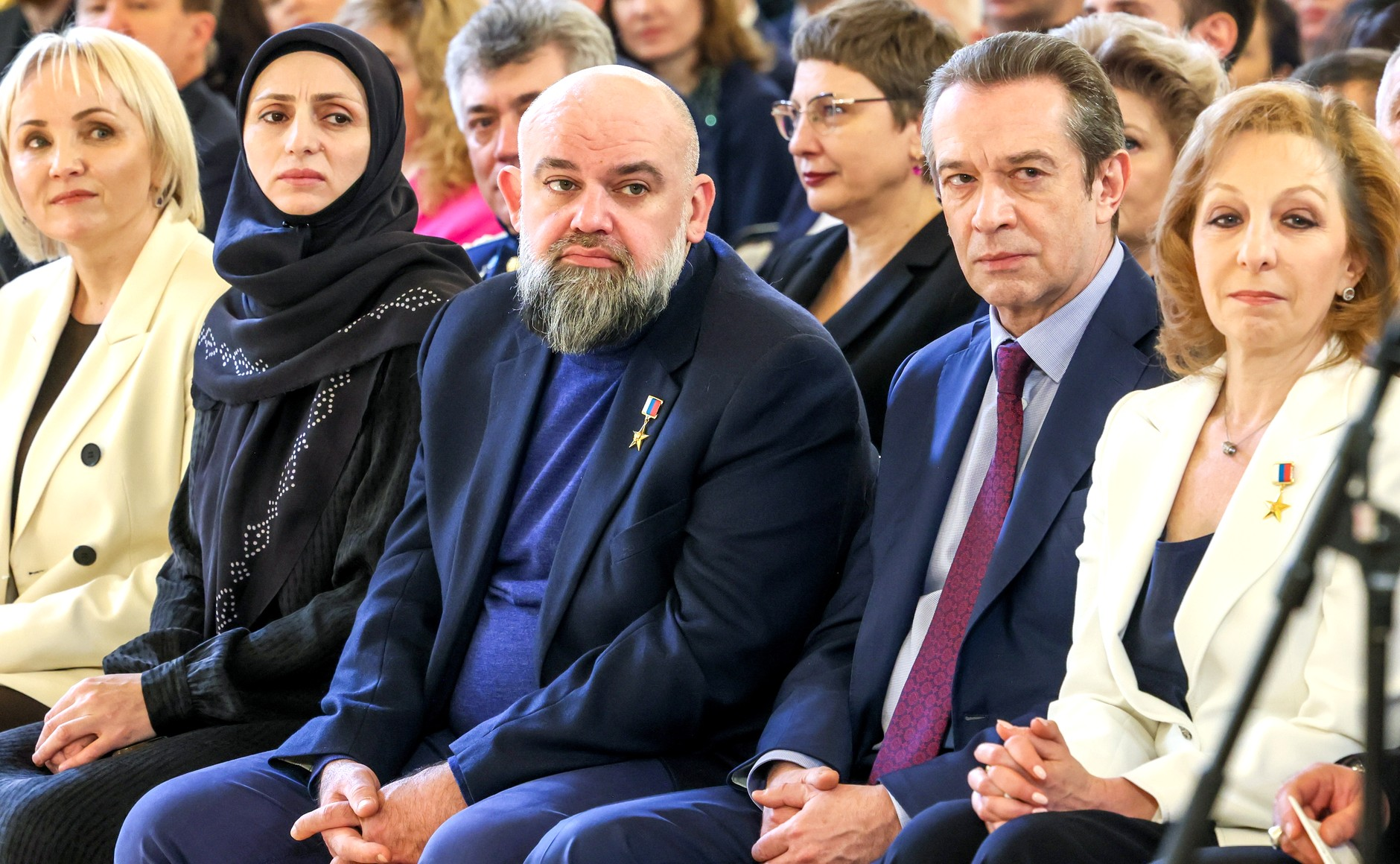
Владимир Машков во время встречи доверенных лиц с Владимиром Путиным по окончании выборов, 20 марта 2024 года

По инициативе Машкова 29 марта 2022 года на фасаде нового здания Московского театра Олега Табакова на Малой Сухаревской площади по согласованию с московской мэрией была вывешена огромная буква Z в виде георгиевской ленты в знак поддержки вторжения России в Украину.

Объяснял это так: 
Потому что наша страна делает то, что она должна была сделать. <…> Все мы были одной страной, по нелепости 1990-х годов оказавшейся разорванной на части. <…> Основной закон не позволяет никому даже пытаться повторить опыт 1991 года по разрушению единого государства. <…> Вот поэтому на здании театра георгиевская лента и буква Z.
23 сентября 2022 года выступил на концерте «Своих не бросаем», организованном ОНФ и посвящённом референдумам на оккупированных территориях Украины.
В 2023 году вошёл в состав инициативной группы по выдвижению Владимира Путина кандидатом на президентские выборы в 2024 году. Затем — сопредседатель предвыборного штаба Владимира Путина и его доверенное лицо.

## Личная жизнь
Первая жена — Елена Шевченко (род. 23 октября 1964), актриса. Дочь — Мария Машкова (род. 19 апреля 1985), актриса, живёт в США. В марте 2022 года осудила войну против Украины, отец призвал её «быть хорошей россиянкой» и «попросить прощения за предательство». В ответ актриса получила гражданство США и отказалась от отчества отца.
Вторая жена — Алёна Хованская (род. 15 ноября 1965), актриса.
Третья жена (в 2000—2004 годах) — Ксения Борисовна Терентьева (род. 23 июля 1969), журналист, дизайнер одежды, дочь актрисы Нонны Терентьевой.
Четвёртая жена — Оксана Шелест (род. 11 июля 1977), у неё есть сын от первого брака Андрей (род. 11 мая 1995).

## Творчество

### Театральные работы

#### Роли в театре
- «Матросская тишина» — Абрам Шварц
- «Ревизор» Н. В. Гоголя — Городничий
- «Ундина» — Рыцарь Ганс
- «Миф о Дон-Жуане» — Дон-Жуан
- «Норд-Ост» — Иван Денисович Свечин
- «Учитель русского» — Попов
- «Механическое пианино» — Платонов
- «Анекдоты» — Иванович, Угаров
- «Билокси-блюз» — сержант Туми
- «Наследники» — Александр Егорович Ванюшин[46]
- «В списках не значился» — старшина

#### Постановки в театре

##### Московский театр-студия п/р Олега Табакова
- 1992 — «Звёздный час по местному времени»
- 1993 — «Страсти по Бумбарашу» по одноимённой пьесе Юлия Кима по мотивам ранних произведений Аркадия Гайдара (премьера — 16 мая 1993 года, новая редакция для Сцены на Сухаревской — 10 июня 2021 года)[47]
- 1994 — «Смертельный номер» (новая редакция для Сцены на Сухаревской — 7 июня 2023 года)
- 2019 — «Ночь в отеле»
- 2020 — «И никого не стало»
- 2022 — «Схватка»
- 2024 — «Наследники» по пьесе Сергея Найденова «Дети Ванюшина»
- 2025 — «В списках не значился» по повести Бориса Васильева

##### Театр «Сатирикон» имени Аркадия Райкина
- 1996 — «Трёхгрошовая опера»

##### Московский Художественный театр имени А. П. Чехова
- 2001 — «№ 13»

### Фильмография

#### Актёр
| Год       |     | Название                                                                                | Роль                                                                                             |
| --------- | --- | --------------------------------------------------------------------------------------- | ------------------------------------------------------------------------------------------------ |
| 1984      | тф  | Призываюсь весной                                                                       | призывник (нет в титрах)                                                                         |
| 1989      | кор | Зверь ликующий                                                                          | насильник                                                                                        |
| 1989      | ф   | Зелёный огонь козы                                                                      | Никита                                                                                           |
| 1989      | ф   | Делай — раз!                                                                            | Шипов, сержант                                                                                   |
| 1990      | ф   | Ха-би-ассы                                                                              | Ха-би-асс                                                                                        |
| 1991      | тф  | Казус импровизус                                                                        | Толя                                                                                             |
| 1991      | ф   | Любовь на острове смерти                                                                | Стив, учёный-исследователь                                                                       |
| 1992      | ф   | Аляска, сэр!                                                                            | Андрей Львов, русский эмигрант, он же автогонщик Анджей Полянский                                |
| 1993      | ф   | Я — Иван, ты — Абрам (Франция, Беларусь)                                                | Аарон, коммунист-подпольщик                                                                      |
| 1994      | ф   | Лимита                                                                                  | Иван Ворошилов, программист                                                                      |
| 1994      | ф   | Подмосковные вечера                                                                     | Сергей                                                                                           |
| 1995      | ф   | Американская дочь                                                                       | Алексей Варакин, музыкант в московском ресторане                                                 |
| 1995—1996 | с   | Русский проект (ролики «Это моя страна», «Сборка», «Дома лучше», «Сборка-2»)            | космонавт                                                                                        |
| 1996      | тф  | Двадцать минут с ангелом                                                                | Угаров                                                                                           |
| 1997      | ф   | Вор                                                                                     | Толян                                                                                            |
| 1997      | ф   | Сирота казанская                                                                        | Фёдор, ларёчник                                                                                  |
| 1998      | ф   | Две луны, три солнца                                                                    | Алексей                                                                                          |
| 1998      | ф   | Сочинение ко Дню Победы                                                                 | Саша, сын Льва Моргулиса                                                                         |
| 1999      | ф   | Мама                                                                                    | Николай, один из сыновей Полины                                                                  |
| 1999      | ф   | Русский бунт                                                                            | Емельян Пугачёв                                                                                  |
| 2000      | ф   | Танцы в «Голубой игуане» / Dancing at the Blue Iguana (США)                             | Саша                                                                                             |
| 2001      | ф   | 15 минут славы / 15 Minuten Ruhm (США, Германия)                                        | Милош Карлов                                                                                     |
| 2001      | ф   | Американская рапсодия / An American Rhapsody (Венгрия, США)                             | Фрэнк                                                                                            |
| 2001      | ф   | Давай сделаем это по-быстрому / The Quickie (Франция, Германия, Россия, Великобритания) | Олег Волков                                                                                      |
| 2001      | ф   | В тылу врага / Behind Enemy Lines (США, Чехия)                                          | Саша, охотник                                                                                    |
| 2002      | ф   | Олигарх                                                                                 | Платон Маковский                                                                                 |
| 2003      | с   | Идиот                                                                                   | Парфён Рогожин                                                                                   |
| 2004      | ф   | Папа                                                                                    | Абрам Шварц                                                                                      |
| 2005      | ф   | Статский советник                                                                       | Тихон Богоявленский («Козырь»)                                                                   |
| 2005      | с   | Шпионка / Alias (США)                                                                   | Милош Крадич                                                                                     |
| 2006      | ф   | Охота на пиранью                                                                        | Кирилл Мазур, капитан I ранга                                                                    |
| 2006      | ф   | Питер FM                                                                                | мужик в тапках                                                                                   |
| 2007      | с   | Ликвидация                                                                              | Давид Маркович Гоцман, подполковник милиции, заместитель начальника одесского уголовного розыска |
| 2008      | ф   | Домовой                                                                                 | Домовой, наёмный убийца                                                                          |
| 2009      | ф   | Кандагар                                                                                | Серёга, второй пилот                                                                             |
| 2010      | ф   | Край                                                                                    | Игнат                                                                                            |
| 2011      | ф   | Миссия невыполнима: Протокол Фантом / Mission: Impossible — Ghost Protocol (США)        | Анатолий Сидоров                                                                                 |
| 2011      | ф   | Распутин (Франция, Россия)                                                              | Николай II                                                                                       |
| 2013      | мтф | Любовь за любовь                                                                        | ротмистр                                                                                         |
| 2013      | с   | Пепел                                                                                   | Игорь Анатольевич Петров, бывший капитан Красной Армии                                           |
| 2014      | с   | Григорий Р.                                                                             | Григорий Распутин                                                                                |
| 2015      | с   | Родина                                                                                  | Алексей Брагин                                                                                   |
| 2015      | ф   | Про любовь (новелла «Увольнение»)                                                       | Виктор Борисович, бизнесмен                                                                      |
| 2016      | ф   | Экипаж                                                                                  | Леонид Зинченко                                                                                  |
| 2016      | ф   | Дуэлянт                                                                                 | граф Беклемишев                                                                                  |
| 2017      | с   | Налёт                                                                                   | Олег Каплан                                                                                      |
| 2017      | ф   | Движение вверх                                                                          | Владимир Гаранжин                                                                                |
| 2018      | с   | Медное солнце                                                                           | майор Михаил Иванович Карякин, военный дирижёр оркестра                                          |
| 2019      | ф   | Миллиард                                                                                | Матвей Левин                                                                                     |
| 2019      | ф   | Герой                                                                                   | Олег Родин, отец Андрея                                                                          |
| 2019      | тф  | Одесский пароход                                                                        | Гриша, муж Тани                                                                                  |
| 2022      | ф   | Кто там? (новелла «Твоя цена»)                                                          | Павел                                                                                            |
| 2023      | ф   | Вызов                                                                                   | Волин, руководитель полётов                                                                      |
| 2025      | ф   | В списках не значился                                                                   | Степан Матвеевич, старшина                                                                       |

#### Режиссёрские, сценарные и продюсерские работы
| 1997 | Сирота казанская          | зелёная ✓ |           |           |
| 2004 | Папа                      | зелёная ✓ | зелёная ✓ | зелёная ✓ |
| 2019 | Буратино (документальный) |           |           | зелёная ✓ |
| 2025 | В списках не значился     |           |           | зелёная ✓ |

#### Озвучивание фильмов
- 2025 — В списках не значился — текст от автора

#### Озвучивание мультфильмов
- 1996 — Короли и капуста — Фрэнк Гудвин
- 1997 — Ночь перед Рождеством — чёрт

#### Участие в рекламе
- 2017 — принял участие вместе со своей дочерью Марией Машковой в съёмках двух видеороликов рекламной кампании «Простые истины» ПАО «ВТБ 24», произведённых в жанре магического реализма[49]. Съёмки проходили в Португалии[42]. Владимир Машков с 4 марта 2015 года является главным рекламным лицом банка «ВТБ 24» и с тех пор снялся в нескольких рекламных роликах компании[50].

#### Радио
С февраля 2024 года — голос «Радио Гордость».

#### Съёмки в клипах
- 1993 — снялся в клипе группы «СерьГа» «Тёплый воздух от крыш».
- 1994 — снялся в клипе Валерия Меладзе «Посредине лета».

## Награды и номинации

### Государственные награды Российской Федерации
- 1996 — почётное звание «Заслуженный артист Российской Федерации» (2 мая 1996 года) — за заслуги в области искусства[52].
- 2010 — почётное звание «Народный артист Российской Федерации» (29 июня 2010 года) — за большие заслуги в области искусства[3].
- 2019 — Орден Почёта (23 августа 2019 года) — за большой вклад в развитие отечественной культуры и искусства, многолетнюю плодотворную деятельность[53].
- 2020 — Премия Правительства Российской Федерации в области культуры (2 марта 2020 года) — за фильм «Движение вверх»[54]
- 2023 — Орден «За заслуги перед Отечеством» IV степени (4 декабря 2023 года) — за заслуги в развитии отечественной культуры и искусства, многолетнюю плодотворную творческую деятельность[55]

### Ведомственные награды Российской Федерации
- 2008 — премия ФСБ России (1-я премия) в номинации «Актёрская работа» — за роль подполковника Давида Гоцмана в многосерийном детективном телевизионном художественном фильме «Ликвидация» (2007).
- 2023 — Премия Министерства обороны Российской Федерации в области культуры и искусства — за вклад в развитие культуры[56]
- 2025 —  Медаль Александра Твардовского от  Министерства культуры Российской Федерации[57]

### Общественные награды и премии

#### Кинопремия «Ника»
- 1995 — номинация на кинопремию «Ника» за «Лучшую мужскую роль» за 1994 год — за роль Ивана Ворошилова в драматическом художественном фильме «Лимита» (1994).
- 1995 — номинация на кинопремию «Ника» за «Лучшую мужскую роль» за 1994 год — за роль Сергея в драматическом художественном фильме «Подмосковные вечера» (1994).
- 1998 — кинопремия «Ника» за «Лучшую мужскую роль» за 1997 год — за роль вора Толяна в драматическом художественном фильме «Вор» (1997).
- 2011 — кинопремия «Ника» за «Лучшую мужскую роль» за 2010 год — за роль Игната в драматическом художественном фильме «Край» (2010).

#### Театральная премия «Чайка»
- 1997 — театральная премия «Чайка» в номинации «Сделай шаг» (самый смелый режиссёр) — за постановку спектакля «Трёхгрошовая опера».
- 1997 — театральная премия «Чайка» в номинации «Двойной удар» (за наиболее удачный актёрский дуэт) совместно с Олегом Табаковым — за спектакль «Анекдоты».

#### Кинопремия «Золотой орёл»
- 2005 — номинация на кинопремию «Золотой орёл» за «Лучшую мужскую роль в кино» за 2004 год — за роль Абрама Шварца (папы) в драматическом художественном фильме «Папа» (2004).
- 2006 — номинация на кинопремию «Золотой орёл» за «Лучшую мужскую роль второго плана» за 2005 год — за роль налётчика Тихона Богоявленского по прозвищу «Козырь» в детективном художественном фильме «Статский советник» (2005).
- 2009 — кинопремия «Золотой орёл» за «Лучшую мужскую роль на телевидении» за 2008 год — за роль подполковника Давида Гоцмана в многосерийном детективном телевизионном художественном фильме «Ликвидация» (2007).
- 2011 — кинопремия «Золотой орёл» за «Лучшую мужскую роль в кино» за 2010 год — за роль Игната в драматическом художественном фильме «Край» (2010).
- 2011 — номинация на кинопремию «Золотой орёл» за «Лучшую мужскую роль второго плана» за 2010 год — за роль второго пилота Серёги в исторической художественном драме «Кандагар» (2010).
- 2016 — номинация на кинопремию «Золотой орёл» за «Лучшую мужскую роль на телевидении» за 2015 год — за роль майора Алексея Брагина в драматическом телесериале «Родина» (2015).
- 2019 — кинопремия «Золотой орёл» за «Лучшую мужскую роль в кино» за 2018 год — за роль главного тренера мужской сборной СССР по баскетболу Владимира Гаранжина в спортивной художественной драме «Движение вверх» (2017)[58].

#### Профессиональные призыАссоциации продюсеров кино и телевидения России (АПКиТ)
- 2014 — номинация на профессиональный приз Ассоциации продюсеров кино и телевидения в области телевизионного кино в категории «Лучший актёр телефильма/сериала» — за роль Игоря Петрова в военно-драматическом телесериале «Пепел» (2013)[59].
- 2015 — профессиональный приз Ассоциации продюсеров кино и телевидения в области телевизионного кино в категории «Лучший актёр телефильма/сериала» — за роль Григория Распутина в многосерийном телевизионном художественном фильме «Григорий Р.» (2014)[60][61].

#### Другие профессиональные награды и премии

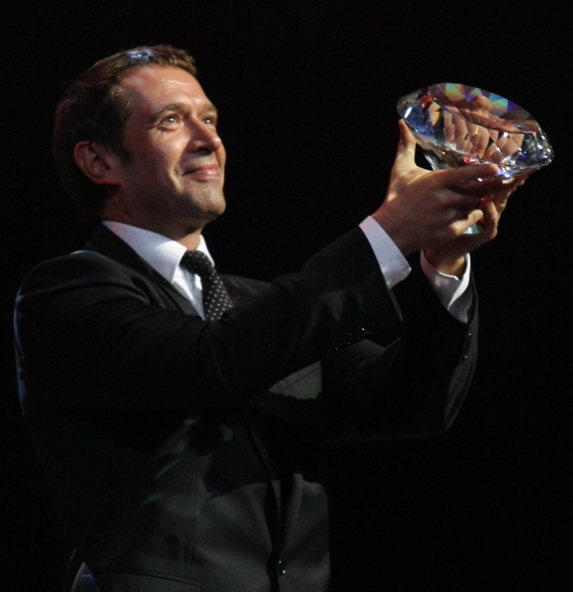
Владимир Машков получает специальную награду «За вклад в культурную жизнь города» на открытии Первого Одесского международного кинофестиваля. Июль, 2010 год.

- 1994 — приз Открытого российского кинофестиваля «Кинотавр» в «Большом конкурсе» в номинации «Лучшая мужская роль» — за роль Ивана Ворошилова в драматическом художественном фильме «Лимита» (1994).
- 1994 — приз «Синий парус» Кинофестиваля русского кино в Сан-Рафаэле — за роль Ивана Ворошилова в драматическом художественном фильме «Лимита» (1994).
- 1994 — премия «Серебряная звезда» Международного кинофестиваля «Молодые звёзды Европы» — за роль Ивана Ворошилова в драматическом художественном фильме «Лимита» (1994).
- 1997 — номинация на приз «За лучшую мужскую роль в полнометражном кино» Открытого фестиваля кино стран СНГ и Балтии «Киношок» в Анапе — за роль вора Толяна в драматическом художественном фильме «Вор» (1997).
- 1997 — кинопремия «Золотой овен» в номинации «Лучшая мужская роль» — за роль вора Толяна в драматическом художественном фильме «Вор» (1997).
- 1998 — приз «За стремительную карьеру» Международного кинофестиваля «Балтийская жемчужина» в Риге (Латвия).
- 2001 — приз «Серебряный Георгий» Московского международного кинофестиваля (ММКФ) в номинации «Лучшая мужская роль» — за роль бандита Олега в фильме «Давай сделаем это по-быстрому» (2001).
- 2004 — приз «За лучшую мужскую роль» на XII фестивале российского кино «Окно в Европу» в Выборге (Ленинградская область) — за роль Абрама Шварца (папы) в драматическом художественном фильме «Папа» (2004).
- 2004 — премия «Человек года — 5764» (за 2004 год) Федерации еврейских общин России (ФЕОР) — «за достижения в области кинематографии» (за раскрытие еврейской темы в драматическом художественном фильме «Папа» (2004))[62].
- 2006 — Медаль «За особый вклад в развитие Кузбасса» III степени (Кемеровская область)[63]
- 2008 — Орден «Ключ дружбы» (Кемеровская область)[63]
- 2008 — финалист в номинации «Исполнитель мужской роли в телевизионном фильме/сериале» на телевизионную премию «ТЭФИ» в категории «Лица» — за роль подполковника Давида Гоцмана в многосерийном детективном телевизионном художественном фильме «Ликвидация» (2007).
- 2008 — премия Благотворительного фонда Олега Табакова — за роль подполковника Давида Гоцмана в многосерийном детективном телевизионном художественном фильме «Ликвидация» (2007).
- 2010 — специальная награда «За вклад в культурную жизнь города Одессы» I Одесского международного кинофестиваля (Украина).
- 2010 — Почётный гражданин Кемеровской области (Кемеровская область)[64]
- 2016 — Орден Почёта Кузбасса (Кемеровская область)[63]
- 2018 — Медаль «Новокузнецк 400» (Кемеровская область)[63]
- 2018 — на Площади звёзд российского кинематографа в Москве, расположенной в сквере напротив киноконцерна «Мосфильм», 24 мая 2018 года заложена именная звезда Владимира Машкова с отпечатками его ладоней и автографом[65][66].
- 2019 — лауреат IX российской национальной актёрской премии «Фигаро» имени Андрея Миронова (Санкт-Петербург) в номинации «Лучшие из лучших» (8 марта 2019 года) — за блистательное исполнение ролей на российской театральной сцене[67].
- 2019 — российская театральная премия «Хрустальная Турандот» (16 сентября 2019 года) в номинации «Лучшая мужская роль» — за роль Абрама Шварца в спектакле «Матросская тишина» на сцене Московского театра Олега Табакова[68].
- 2019 — Приз в категории «Лучший актёр» XIX телекинофорума «Вместе» — за роль в сериале «Медное солнце»[69].
- 2023 — Почётный гражданин города Новокузнецка (Кемеровская область)[70]
- Почётная грамота Правительства Севастополя (8 января 2024) — за вклад в развитие культуры города федерального значения Севастопаля
- 2025 — приз «За выдающийся вклад в кинематограф» XXXIV Международного кинофорума «Золотой витязь» — золотая медаль имени С. Ф. Бондарчука. [71]

## Санкции
В марте 2022 года Латвия запретила Машкову въезд в связи со вторжением России на Украину, которое актёр активно поддерживает.
21 июля того же года был включён в санкционный список стран Евросоюза «за активную поддержку или осуществление действий или политики, которые подрывают или угрожают территориальной целостности, суверенитету и независимости Украины или стабильности или безопасности в Украине». Евросоюз отмечает что Машков активно поддерживал вторжение на Украину, «он также поддержал незаконную аннексию Крыма и Севастополя и признание Россией так называемых сепаратистских народных республик в Донбассе», также «он выступил во время пропагандистского митинга в поддержку незаконной аннексии Крыма и войны против Украины». 29 июля включён в санкционный список Швейцарии по аналогичным основаниям.
17 октября 2022 года включён в санкционные списки Канады за «причастность в распространении российской дезинформации и пропаганды».
19 октября 2022 года Машков попал под санкции Украины как «активно поддерживавший захватническую войну России против Украины» и за поддержку «незаконной аннексии Крыма и Севастополя и признание Россией так называемых сепаратистских народных республик в Донбассе».